# Paraszkénion
A paraszkénion az ókori görög színházakhoz épült kis kamra volt, amelyeket valószínűleg öltözőként használtak.